# Frédéric Weis
Frédéric Weis (nascut el 22 de juny de 1977 a Thionville, França) és un jugador de bàsquet professional francès.

## Carrera professional
Weis va jugar a l'Unicaja de Màlaga i el Iurbentia Bilbao Basket de l'ACB, i abans que això al PAOK Thessaloniki en la Lliga grega i al CSP Limoges en la Lliga francesa.
El 28 de gener de 2009, el Iurbentia Bilbao Basket va renunciar-hi després que es perdés 3 partits seguits per problemes de salut, i el 13 de febrer del mateix any va signar pel ViveMenorca.
Havia sigut seleccionat pels New York Knicks en la 15a posició de la primera ronda del Draft de l'NBA de 1999, però no va signar contracte, i mai no va jugar a l'NBA. L'elecció de Weis per part dels Knicks, però, va fer enfadar a molts fans, ja que encara estava disponible en Ron Artest, jugador nascut a Nova York. El 29 d'agost de 2008, els drets del draft sobre Weis van ser traspassats als Houston Rockets a canvi del jugador Patrick Ewing.

## Le dunk de la mort
Weis es feu conegut per haver rebut la famosa esmaixada del jugador Vince Carter de l'equip nacional dels Estats Units als Jocs Olímpics d'Estiu del 2000 a Sydney. En Vince Carter (1,98m) va saltar obrint les cames a l'aire, de manera que passàper sobre del cap d'en Weis, i acabà esmaixant la pilota. La premsa francesa va anomenar-ho "le dunk de la mort" ("l'esmaixada de la mort").

## Equip nacional de França
Weis va guanyar la medalla de plata al torneig de bàsquet dels Jocs Olímpics de l'any 2000 de Sydney amb l'equip nacional francès de bàsquet. També va jugar amb l'equip nacional francès al Campionat del Món de 2006 i en el Campionat d'Europa en els anys 1999, 2001, 2005 i 2007. En l'Eurobasket de l'any 2005 va guanyar la medalla de bronze amb el seu equip.